# Juan Antonio Orrego
Juan Antonio Orrego González (Concepción, 1859-Santiago de Chile, siglo XX) fue un político y abogado chileno que se desempeñó como Ministro de Guerra y Marina, Ministro del Interior y Ministro de Justicia e Instrucción Pública de ese país. Fue abuelo del exsenador y ex secretario general del Partido Socialista Carlos Altamirano Orrego.

## Biografía
Hijo de Marcos Orrego Garmendia y de Rafaela González. Se casó con Teresa Puelma, con quien tuvo 5 hijos.
Comenzó a trabajar joven, en 1872, en diferentes lugares de la administración pública, mucho antes de recibirse de abogado, el 1° de agosto de 1888. Fue oficial del Ministerio de Instrucción; subsecretario del Ministerio de Guerra; intendente general del ejército y finalmente fue superintendente de la Casa de Moneda.
Militó en las filas del Partido Liberal. Fue consejero de Estado durante casi 20 años.
Fue nombrado ministro de Guerra y Marina, el 6 de octubre de 1893 al 26 de abril de 1894, bajo la administración del vicealmirante Jorge Montt.
Durante la administración del presidente Federico Errázuriz Echaurren, fue nombrado ministro de Justicia e Instrucción Pública, 18 al 27 de junio de 1898; y ministro del Interior, desde el 27 de diciembre de 1900 al 14 de marzo de 1901. También se desempeñó, en un segundo período, como Ministro del Interior también, esta vez bajo la administración de Germán Riesco, 1° de agosto al 30 de septiembre de 1905.
Fue electo diputado suplente por Lontué, para el período 1879-1882, y reelecto en una segunda ocasión como diputado suplente por Lontué, para el período 1885-1888; en este mismo período, fue secretario provisorio de la Cámara de Diputados, 15 de mayo al 2 de junio de 1885, fecha, esta última, en que fue secretario, hasta el 18 de octubre de 1887.
Cuando fue subsecretario de Guerra, estalló la revolución de 1891 y se enroló en las filas revolucionarias, como secretario del Cuartel General; el 2 de julio del mismo año, fue designado ayudante de campo del Comandante en Jefe; y después de la batalla de Placilla se le nombró intendente y comisario general del Ejército, por Decreto de 9 de septiembre, de la Junta de Gobierno.
Fue miembro de la Junta de Beneficencia; consejero y administrador del Hospital San Borja, por más de 20 años. Presidente de la Sociedad Minera de Tocopilla durante 9 años. Se jubiló en marzo de 1921.
El 8 de junio de 1928, se le eligió por unanimidad, presidente del Banco de Chile y por motivos de salud, renunció en enero de 1931.